# Гюллен Мустафаєва
Гюллю Мустафаєва (азерб. Güllü Hacı Naim Mustafa qızı Mustafayeva, нар. 29 листопада 1919 — пом.
18 травня 1994) — радянська художниця, заслужений художник Азербайджанської РСР (1973).

## Дитинство
Батьки Гюллен Мустафаєвої були родом з Шамахи. Після землетрусу 1902 року родина переїхала до міста Чарджуй (нині — Туркменабаді) в Туркменістані. Гюллю Мустафаєва народилася у 1919 році в Туркменабаді. У 1927 році батько сімейства Гаджі Наїм Мустафа перевіз сім'ю до Баку. Далі сім'я жила в центрі Баку, в Ічері-шехер — столиці Азербайджанської РСР.

## Творчість
Гюллю Мустафаєва закінчила Азербайджанський художній технікум у 1938 році. Після навчання вона створювала твори з тематичними сюжетами — «Лейлі і Меджнун в школі» (1941), «Поет Нізамі слухає старого ашуга» (1941), «Париж. Площа художників» (1961).

Мехсеті Гянджеві (1947)

Але більшу частину творчості Гюллю Мустафаєвої складають портрети учених та героїв праці — портрет офтальмолога Умніси Мусабекової, портрет невропатолога Захри Салаєвої, портрет двічі Героя Соціалістичної Праці Басті Багірової, портрет учасниці німецько-радянської війни медсестри Дюрри Мамедової, портрет художника Саттара Бахлулзаде. Для художниці особливий інтерес представляли також дитячі портрети.
Особливе місце в її творчості займає портрет поетеси «Мехсеті Гянджеві». Гюллю Мустафаєва створювала цей твір у важкий для неї життєвий період і зуміла передати через цей портрет свою стійкість і здатність протистояти життєвим труднощам і вийти з них з гідністю. За словами дочки художника музикознавця Земфіри Гафарової Гюллю Мустафаєва додала образу поетеси XII століття свої риси.
Роботи Гюллю Мустафаєвої містяться в Національному музеї мистецтв Азербайджану та Азербайджанській державній картинній галереї.